# Coelotes coenobita
Coelotes coenobita är en spindelart som beskrevs av Brignoli 1978. Coelotes coenobita ingår i släktet Coelotes och familjen mörkerspindlar.
Artens utbredningsområde är Turkiet. Inga underarter finns listade i Catalogue of Life.